# 임혜숙
임혜숙(林惠淑, 1963년~)은 대한민국의 전자공학자이다. 문재인 정부에서 제3대 과학기술정보통신부 장관을 지냈다.

## 학력
송곡여자고등학교를 졸업하고 서울대학교 공과대학 제어계측공학과에서 학사(1986)와 석사 학위(1991)를 취득하였으며, 미국 텍사스주 오스틴 소재의 텍사스 주립대학교 전기·컴퓨터 공학과에서 박사 학위(1996)를 취득하였다.

## 경력
학사 학위 취득 후 삼성휴렛팩커드에서 연구원으로 3년간 일하였으며, 박사 학위 취득 후 미국 뉴저지주 머레이힐 소재의 벨랩에서 연구원(Member of Technical Staff)으로 3년간, 미국 캘리포니아주 산호세 소재의 시스코 시스템즈에서 하드웨어 엔지니어로 2년간 일하였다. 2002년부터 이화여자대학교 교수로 재직하며, 공과대학 부학장, 교무처 부처장, 공과대학장 등을 역임하였다. 2017년부터 여성공학인재 양성사업 이화여대 사업단 단장 및 10개 사업단 협의회장으로 3년간 활동하였으며, 2020년 대한전자공학회 회장으로 활동하였다. 학회 설립 74년만에 첫 여성회장이었다.  2019년부터 한국공학한림원 정회원으로 활동한다.
2021년 문재인 정부에서 과학기술정보통신부 장관으로 임명되었다. 국회 인사청문회 과정에서 논문 표절 의혹과 가족동반 해외 출장, 자녀 미국 국적, 아파트 다운계약서 작성 탈세 문제 등이 제기되었으나 5월 14일 임명안이 재가되었다.

## 수상
- 2014년 올해의 여성과학기술인상[3]
- 2020년 대한민국 정부로부터 과학기술포장[4]
- 2019년 전자 및 컴퓨터 분야의 국제 단체인 N2WOMEN에서 선정하는 컴퓨터 및 네트워킹 분야의 한국 여성으로서는 최초로 스타 리스트에 포함되었다.
- 2008년 LG 연암재단에서 지원하는 해외 연구교수로 선정되어, 미국 텍사스 주립대학교에서 방문 연구를 수행하였다.
- 이화여자대학교의 연구우수교수(2013), 특별승진/승급교수(2016), 강의우수교수(2019)로 선정되었다.

## 저서
- 손소영 외 4인, <공학하는 여자들> (메디치미디어) 2017년 11월 25일, ISBN 979-11-5706-106-8 03400
- 강미선 외 23인, <여자, 꿈을 이루다> (생각의 나무) 2011년 11월 25일, ISBN 978-89-97289-05-9 03500

## 논문
- J. Mun and H. Lim (2017), “Cache sharing using Bloom filters in named data networking," Journal of Network and Computer Applications, vol. 90, pp. 74-82.

- J. Mun and H. Lim (2016), “New Approach for Efficient IP Address Lookup Using a Bloom Filter in Trie-Based Algorithms," IEEE Trans. on Computers, vol. 65, no.5, pp. 1558-1565.

- J. Lee, M. Shim, and H. Lim (2016), “Name Prefix Matching Using Bloom Filter Pre-Searching for Content Centric Network," Journal of Network and Computer Applications, vol. 65, pp. 36-47.

- H. Lim, N. Lee, G. Jin, J. Lee, Y. Choi, and C. Yim (2014), “Boundary Cutting for Packet Classification," IEEE/ACM Trans. on Networking, vol. 22, no. 2, pp.443-456.

- H. Lim, K. Lim, N. Lee, and K. Park (2014), “On Adding Bloom Filters to Longest Prefix Matching Algorithms," IEEE Trans. on Computers, vol. 63. no. 2, pp. 411-423.

- H. Lim and N. Lee (2012), “Survey and Proposal on Binary Search Algorithms for Longest Prefix Match," IEEE Communications Surveys and Tutorials, vol. 14, no. 3, pp. 681-697.

- H. Lim and S. Kim (2010), “Tuple Pruning Using Bloom Filters for Packet Classification," IEEE Micro, vol. 30, no. 3, pp. 48-58.

- H. Lim, C. Yim, and Earl E. Swartzlander, Jr. (2010), “Priority Tries for IP Address Lookup," IEEE Trans. on Computers, vol. 59, no. 6, pp. 784-794.

- H. Lim, H. Kim, and C. Yim (2009), “IP Address Lookup for Internet Routers Using Balanced Binary Search with Prefix Vector," IEEE Trans. on Communications, vol. 57, no. 3, pp. 618-621.

- H. Lim, Vincenzo Piuri, and Earl E. Swartzlander Jr. (2000), "A Serial-Parallel Architecture for Two-Dimensional Discrete Cosine and Inverse Discrete Cosine Transforms," IEEE Transactions on Computers, vol.49, no.12, pp. 1297-1309.

- H. Lim and Earl E.Swartzlander Jr. (1999), "Multidimensional Systolic Arrays for the Implementation of Discrete Fourier Transforms," IEEE Transactions on Signal Processing, vol.47, no.5, pp. 1359-1370.